# Bordás tölcsérgomba
A bordás tölcsérgomba (Infundibulicybe costata) a pereszkefélék családjába tartozó, Európában és Észak-Afrikában elterjedt, ehető gombafaj.

## Megjelenése
A bordás tölcsérgomba kalapja 3–10 cm átmérőjű, alakja fiatalon kissé domború, de hamar ellaposodik, az idősebb gomba tölcsér formájúan (többnyire púp nélkül) bemélyed. Felülete sima, fiatalon nemezes. Széle idősen szabálytalanul karéjos, bordás. Színe bőrszínű vagy vörösesokkeres. Húsa fehéres. Szaga fűszeres, íze kellemes.
Kissé lefutó, néha villásan elágazó lemezei piszkosfehéresek, krémszínűek vagy bőrszínűek.
Spórapora fehér. Spórái elliptikusak, simák, méretük 6-8 x 3-5 μm.
Tönkje 3–5 cm magas, 0,4-0,8 cm vastag. Színe a kalapéhoz hasonló de sötétebb, okkeres vagy vörösesbarna. Felülete feltűnően benőtten szálas.

### Hasonló fajok
A szintén ehető sereges tölcsérgomba tönkje és lemezei világosabb árnyalatúak és csak lomberdőben fordul elő.

## Elterjedése és termőhelye
Európában és Észak-Afrikában honos. Magyarországon ritka.
Fenyvesekben, vegyes erdőkben él. Júniustól szeptemberig terem.
Ehető, de ritkasága miatt kímélendő.

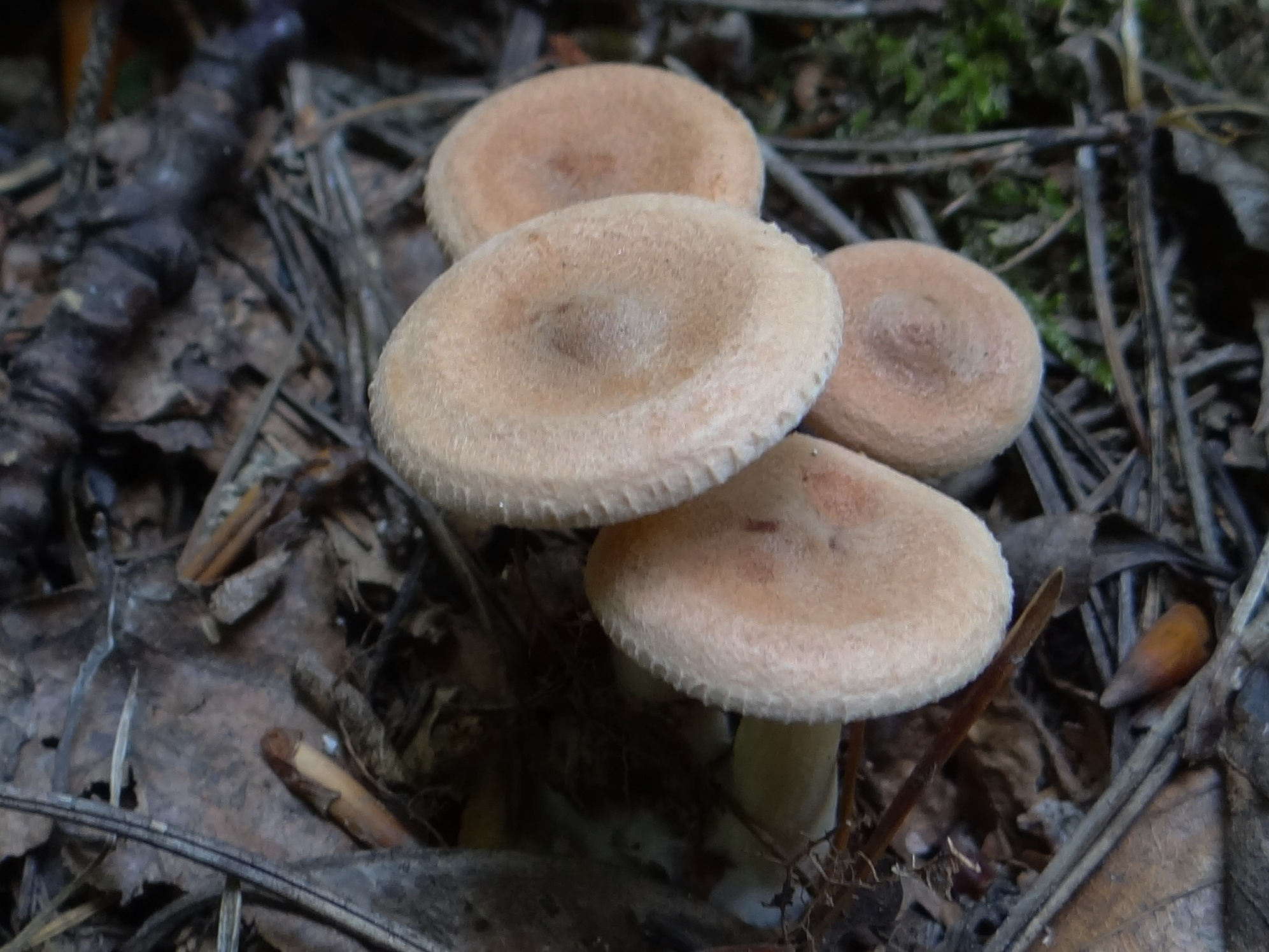
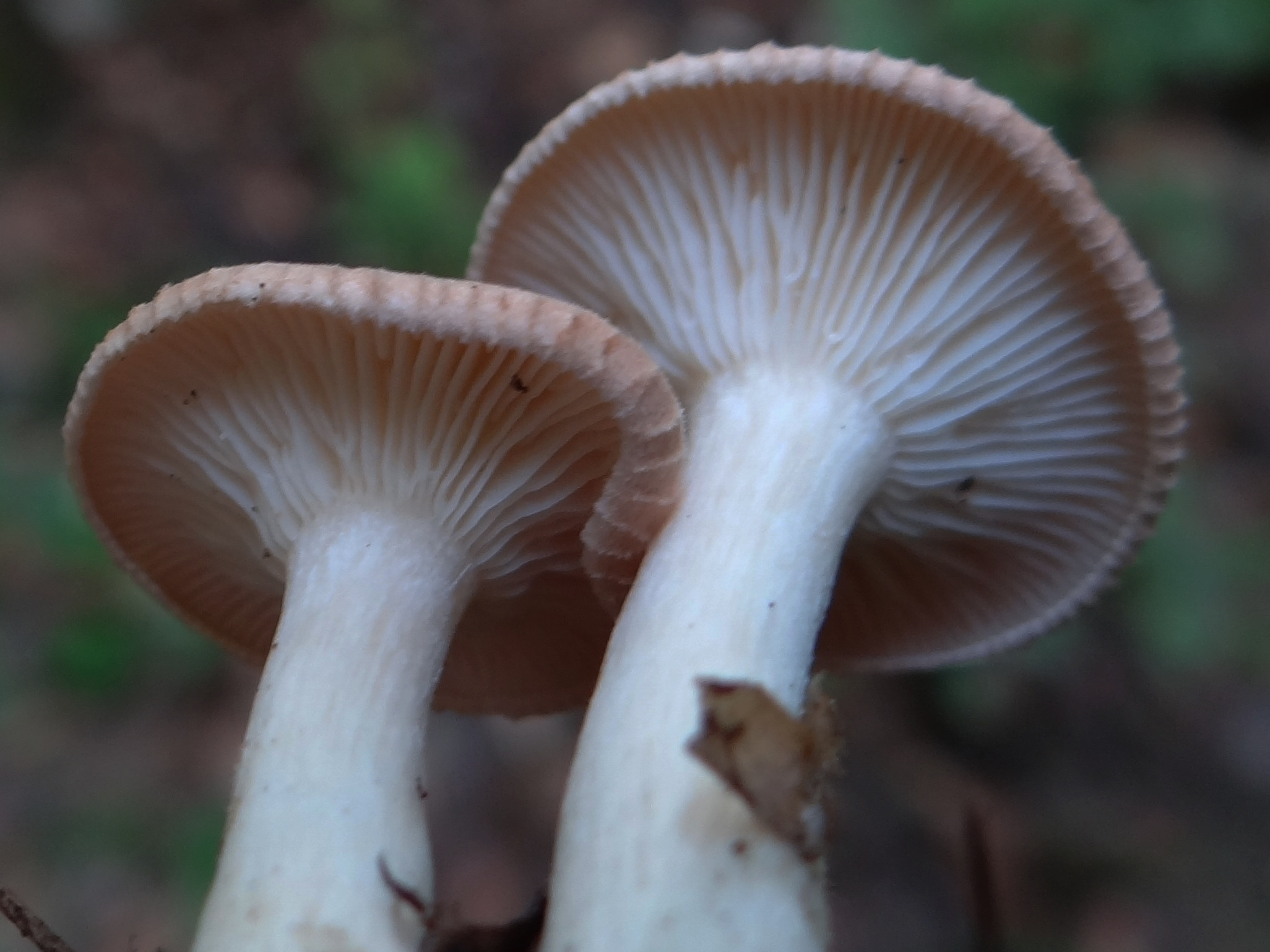
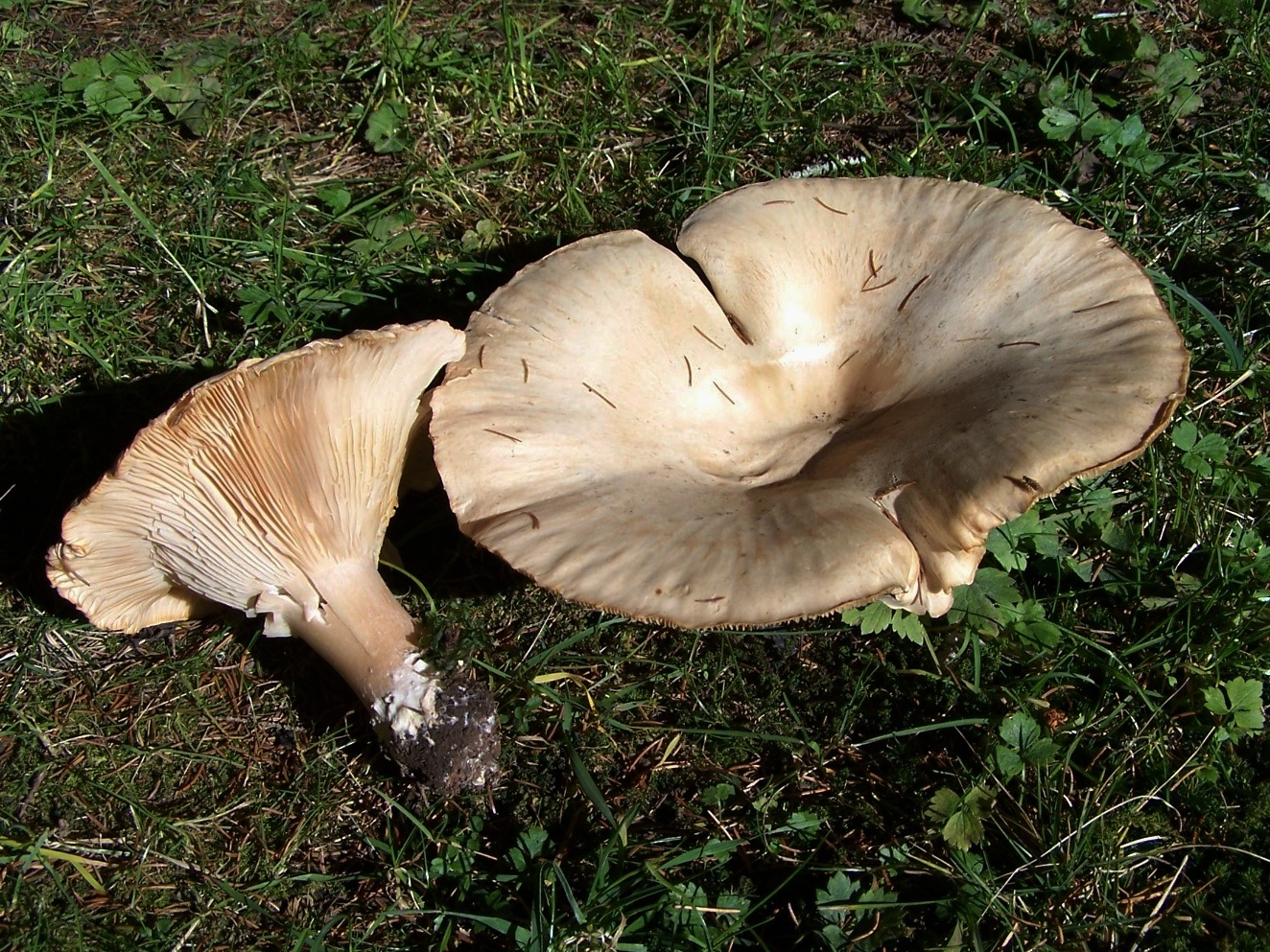
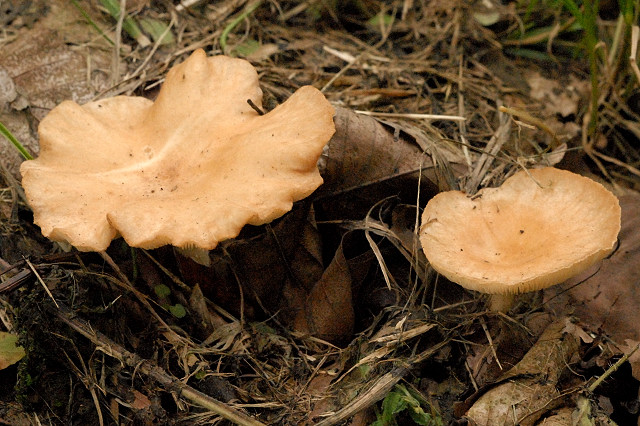
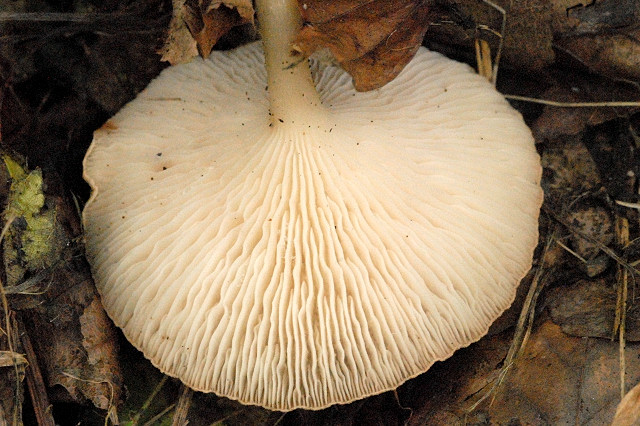